# Univagris pallida
Univagris pallida är en insektsart som beskrevs av Chandrasekhara A. Viraktamath och Anantha Murthy 1999. Univagris pallida ingår i släktet Univagris och familjen dvärgstritar. Inga underarter finns listade i Catalogue of Life.